# Carl Justin Sonderegger

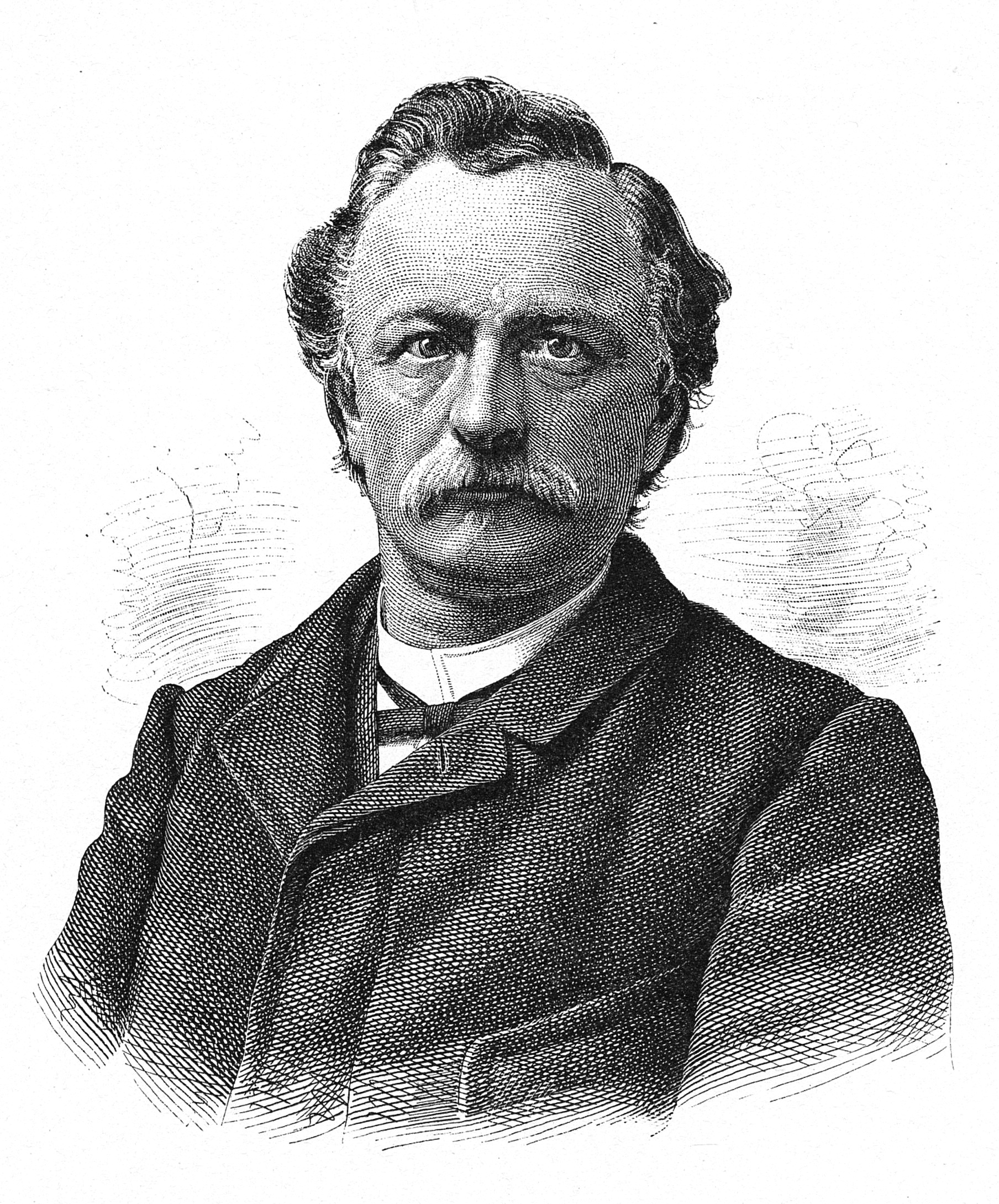
Carl Justin Sonderegger in 1893

Carl Justin Sonderegger (1842 - 1906), was een Zwitsers politicus.
Sonderegger was een rooms-katholiek en conservatief-liberaal politicus uit het kanton Appenzell Innerrhoden. Hij was tussen 1879 en 1906 Pannerherr (plaatsvervangend regeringsleider) en Landammann van Appenzell Innerrhoden. 

## Landammann
- 30 april 1882 - 27 april 1884 — Landammann
- 2 mei 1886 - 24 april 1887 — Landammann
- 28 april 1895 - 25 april 1897 — Landammann
- 30 april 1899 - 28 april 1901 — Landammann
- 26 april 1903 - 30 april 1905 — Landammann

|  | Geen exacte gegevens van zijn ambtstermijnen als Pannerherr |